# مارینا کیل
مارینا کیل (انگلیسی: Marina Kiehl؛ زادهٔ ۱۲ ژانویه ۱۹۶۵) اسکی‌باز آلپاین اهل آلمان بود.
وی در مسابقات کشوری و بین‌المللی در مجموع برندهٔ ۱ مدال طلا شده‌است.